# Loria
Loria é uma comuna italiana da região do Vêneto, província de Treviso, com cerca de 7.764 habitantes. Estende-se por uma área de 23 km², tendo uma densidade populacional de 338 hab/km². Faz fronteira com Cassola (VI), Castello di Godego, Galliera Veneta (PD), Mussolente (VI), Riese Pio X, Rossano Veneto (VI), San Martino di Lupari (PD), San Zenone degli Ezzelini.

## Demografia
| Variação demográfica do município entre 1861 e 2011                               |
|                                                                                   |
| Fonte: Istituto Nazionale di Statistica (ISTAT) - Elaboração gráfica da Wikipedia |